# Президентские выборы в Беларуси (2010)
Президентские выборы в Беларуси 2010 года — очередные (четвёртые) выборы президента Республики Беларусь, состоявшиеся 19 декабря 2010 года.
ЦИК Республики Беларусь объявила победителем действующего главу государства Александра Лукашенко (с официальным результатом 79,65 %).
По данным некоторых опросов общественного мнения и по результатам экзитполов, он не мог набрать даже 40 % голосов. Согласно опросу, проведённому НИСЭПИ вскоре после выборов, 51,1 % опрошенных проголосовали за Лукашенко, 53,3 % хотели его победы на выборах.
День голосования ознаменовался массовой акцией протеста, подавленной силами милиции и внутренних войск. Эти действия, а также несоответствие результатов выборов данным некоторых опросов и экзит-поллов, вызвали резкое осуждение со стороны ООН, целого ряда западных стран и межправительственных организаций. Председатель Европейского парламента Ежи Бузек заявил, что власть в Беларуси удерживается Лукашенко незаконно.

## Избирательная система
Согласно статье 81 Конституции, президент избирается сроком на 5 лет и вступает в должность после принесения присяги. Выборы президента назначаются Палатой представителей после Национального собрания Республики Беларусь не позднее, чем за 5 месяцев, и проводятся в воскресенье не позднее, чем за 2 месяца до истечения срока полномочий действующего президента.
Согласно статье 80, президентом мог быть избран гражданин Беларуси по рождению, не моложе 35 лет, обладающий избирательным правом и постоянно проживающий в республике не менее 10 лет непосредственно перед выборами. Кандидатом в президенты не вправе быть гражданин, имеющий судимость.
Согласно статье 64, голосовать на выборах президента имеют право граждане Беларуси, достигшие возраста 18 лет и не находящиеся в местах лишения свободы или на принудительном лечении.

## Предвыборная ситуация

### Хронология событий

#### Сентябрь
- 14 сентября — Согласно решению внеочередной сессии Палаты представителей Национального собрания Республики Беларусь, дата голосования назначена на 19 декабря 2010 года[21]. По заявлению председателя Центральной избирательной комиссии Лидии Ермошиной, впервые ЦИК потребует передачи электронной копии списков для оперативного изготовления удостоверений для членов инициативных групп. Также впервые списки членов групп будут вывешиваться на сайте ЦИК[22].
- 16 сентября — Министерство иностранных дел Республики Беларусь официально пригласило наблюдателей от СНГ и ОБСЕ принять участие в контроле за выборами[23].
- 17 сентября — Милинкевич заявил, что не будет участвовать в выборах в качестве кандидата, однако поддержит кандидатуры трёх других претендентов — Глушакова, Костусёва и Михалевича. Милинкевич вступил в иницативные группы каждого из них[24][25]. Причиной отказа от участия в выборах было названо отсутствие единства в оппозиции, а также несовершенство избирательного законодательства, не позволяющее провести свободные и справедливые выборы.
- 20 сентября — ЦИК зарегистрировала первую инициативную группу по выдвижению Виктора Терещенко[26].
- 23 сентября — Владимир Некляев и Ярослав Романчук подали в ЦИК заявки на регистрацию инициативных групп. Также в этот день подали заявки предприниматель Владимир Провальский и санитарка Наталья Старикова[27].
- 24 сентября — Подали заявки на регистрацию инициативных групп 14 претендентов, включая действующего президента.
- 27 сентября — Центризбирком зарегистрировал ещё 16 инициативных групп. Две инициативные группы не зарегистрированы. Начат сбор подписей.

#### Октябрь
В ходе сбора подписей за выдвижение кандидатов информация о сборе необходимых 100 тысяч подписей поступала в следующей последовательности:
| Дата       | Претендент         |
| ---------- | ------------------ |
| 6 октября  | Лукашенко          |
| 8 октября  | Гайдукевич (выбыл) |
| 13 октября | Некляев            |
| 20 октября | Романчук           |
| 21 октября | Санников           |
| 22 октября | Терещенко          |
| 25 октября | Михалевич          |
| 25 октября | Статкевич          |
| 25 октября | Костусёв           |
| 26 октября | Провальский        |
| 26 октября | Усс                |
| 27 октября | Рымашевский        |

- 6 октября — Лукашенко объявил о том, что за его выдвижение собрано 600 тысяч подписей[30]. Правозащитники утверждают, что при сборе подписей использовалось административное давление[31].
- 8 октября — Гайдукевич заявил, что его инициативной группой собрано 100 150 подписей, и отказался от дальнейшего участия в выборах[32].
- 14 октября — Центризбирком вынес предупреждение инициативной группе Некляева в связи с нарушениями при сборе подписей[33].

#### Ноябрь
- 9 ноября — ЦИК Беларуси заявила, что 100-тысячный барьер подписей преодолели 10 человек из 11 претендентов. С дистанции президентской гонки сошёл только бизнесмен из Витебска Владимир Провальский. Его кандидатура не была утверждена ЦИК из-за подделки подписей избирателей[34].
- 18 ноября — Центризбирком Беларуси зарегистрировал 10 кандидатов в президенты. Ими стали действующий глава государства Александр Лукашенко, а также Григорий Костусёв, Алексей Михалевич, Владимир Некляев, Ярослав Романчук, Виталий Рымашевский, Андрей Санников, Николай Статкевич, Виктор Терещенко, Дмитрий Усс[35].

### Календарный план
| Срок              | Этап избирательной кампании                                                              |
| ----------------- | ---------------------------------------------------------------------------------------- |
| До 24 сентября    | Подача заявлений о регистрации членов инициативных групп                                 |
| До 30 сентября    | Регистрация инициативных групп                                                           |
| До 30 сентября    | Формирование избирательных комиссий (областные, городские, районные, районные в городах) |
| До 30 октября     | Сдача подписных листов инициативными группами                                            |
| До 4 ноября       | Формирование участковых избирательных комиссий                                           |
| До 9 ноября       | Проверка действительности подписей                                                       |
| С 15 по 24 ноября | Регистрация кандидатов                                                                   |
| С 4 декабря       | Обнародование списков избирателей                                                        |
| 19 декабря        | Голосование                                                                              |

## Кандидаты
| Имя                 | Вид деятельности         | Инициативная группа, чел. руководитель | Собрано подписей | Сдано подписей | Принято подписей    |
| ------------------- | ------------------------ | -------------------------------------- | ---------------- | -------------- | ------------------- |
| Григорий Костусёв   | БНФ                      | 1306; Алексей Янукевич                 | 109 839          | 107 083        | 100 870 (94,2 %)    |
| Александр Лукашенко | президент                | 8403; Александр Радьков                | 1 396 590        | 1 113 014      | 1 110 149 (99,74 %) |
| Алексей Михалевич   | юрист, «За модернизацию» | 1795; Юрий Мелешкевич                  | 124 981          | 120 531        | 111 399 (92,4 %)    |
| Владимир Некляев    | поэт, «Говори правду»    | 3271; Андрей Дмитриев                  | 231 040          | 193 829        | 180 073 (92,9 %)    |
| Ярослав Романчук    | экономист, ОГП           | 1461; Анатолий Павлов                  | 134 923          | 128 699        | 123 206 (95,7 %)    |
| Виталий Рымашевский | БХД                      | 1698; Павел Северинец                  | 115 221          | 105 318        | 102 817 (97,6 %)    |
| Андрей Санников     | «Европейская Беларусь»   | 2001; Владимир Кобец                   | 179 843          | 150 168        | 142 023 (94,6 %)    |
| Николай Статкевич   | БСДП (НГ)                | 1545; Николай Статкевич                | 121 500          | 117 989        | 111 159 (94,2 %)    |
| Виктор Терещенко    | учёный-экономист         | 1301; Владимир Гурин                   | 127 403          | 122 520        | 109 012 (89 %)      |
| Дмитрий Усс         | предприниматель          | 1355; Владимир Колганов                | 112 636          | 110 753        | 104 102 (94 %)      |

### Выбывшие претенденты
| Имя                  |                 | Инициативная группа, чел. руководитель | Причина неучастия                                    |
| -------------------- | --------------- | -------------------------------------- | ---------------------------------------------------- |
| Пётр Борисов         | пенсионер       | 110; Светлана Супрун                   | Поддержал Рымашевского (по другим данным — Некляева) |
| Сергей Гайдукевич    | ЛДПБ            | 10443; Анатолий Хищенко                | Снял свою кандидатуру                                |
| Юрий Глушаков        | «Зелёные»       | 243; Дмитрий Кучук                     | Снял свою кандидатуру                                |
| Сергей Иванов        | безработный     | 129; Екатерина Телеш                   | Не сдал подписи                                      |
| Иван Куликов         | учёный          | 107; Валерий Лемешев                   | Снял свою кандидатуру                                |
| Владимир Провальский | предприниматель | 186; Олег Провальский                  | Недостаточно действительных подписей                 |
| Сергей Рыжов         | менеджер        | 123; Даниил Гитцович                   | Не собрал необходимое количество подписей            |

## Опросы общественного мнения
В рамках проводимых в июне, сентябре и октябре 2010 года опросов общественного мнения, осуществляемых организацией НИСЭПИ, респондентам был задан вопрос «За кого бы Вы проголосовали на выборах президента Республики Беларусь?». 11—22 октября информагентством Regnum в рамках проводимого социологического опроса респондентам был задан вопрос «За кого из кандидатов в президенты Вы готовы проголосовать на предстоящих выборах (в список было внесено восемь кандидатов)?». Аналогичные опросы были проведены в ноябре и начале декабря. Распределение ответов:
| Политик           | Закрытый опрос, % | Закрытый опрос, % | Закрытый опрос, % | Закрытый опрос, % | Закрытый опрос, % | Закрытый опрос, % | Открытый опрос, %  | Открытый опрос, % | Открытый опрос, % | Открытый опрос, % |
| Политик           | Июнь              | Сентябрь          | Октябрь           | Октябрь           | Ноябрь            | Декабрь           | Декабрь (экзитпол) | Июнь              | Сентябрь          | Октябрь           |
| Политик           | Июнь              | Сентябрь          | Regnum            | НИСЭПИ            | Ноябрь            | Декабрь           | Декабрь (экзитпол) | Июнь              | Сентябрь          | Октябрь           |
| ----------------- | ----------------- | ----------------- | ----------------- | ----------------- | ----------------- | ----------------- | ------------------ | ----------------- | ----------------- | ----------------- |
| Участники выборов |                   |                   |                   |                   |                   |                   |                    |                   |                   |                   |
| Лукашенко         | 48,3              | ▼43,6             | ▼31,4             | ▲48,2             | 33,3              | ▲35,2             | ▲40,5              | 45,6              | ▼39,0             | ▲44               |
| Некляев           | 1,6               | ▲5,1              | ▲11,2             | ▲16,8             | 15,1              | ▲18,4             | ▲19,3              |                   | 1,1               | ▲7,7              |
| Санников          | 0,5               | ▲3,0              | ▲9,8              | ▼8,6              | 10,6              | ▼9,9              | ▲14                |                   | 0,3               | ▲3                |
| Романчук          | 1,0               | ▲2,6              | ▲6,0              | ▲6,1              | 8,2               | ▼6,2              | ▼4                 |                   |                   |                   |
| Статкевич         | 0,8               | ▲2,8              | ▲3,1              | ▲5,8              |                   | ▼5,1              | ▲8,6               |                   |                   |                   |
| Костусёв          |                   | 2,5               | ▲3,5              |                   |                   | ▼2,0              | ▲4,6               |                   |                   |                   |
| Михалевич         | 2,4               | ▼2,3              | ▲2,8              | ▲6,4              |                   | ▼1,9              | ▼1,8               |                   |                   |                   |
| Терещенко         |                   |                   |                   | 2,5               |                   | ▼1,5              | ▼1,2               |                   |                   |                   |
| Усс               |                   |                   |                   | 1,9               |                   |                   | ▼0,9               |                   |                   |                   |
| Рымашевский       | 1,0               |                   |                   | 4,0               |                   |                   | ▼2,9               |                   |                   |                   |
| Другие политики   |                   |                   |                   |                   |                   |                   |                    |                   |                   |                   |
| Милинкевич        | 9,9               | ▲12,1             |                   |                   |                   |                   |                    | 5,4               | ▲6,2              |                   |
| Гайдукевич        | 3,5               | ▲9,2              |                   |                   |                   |                   |                    | 1,2               | ▲2,3              |                   |
| Козулин           | 7,5               | ▲8,8              |                   |                   |                   |                   |                    | 4,4               | ▼4,2              |                   |
| Ярошук            | 1,6               |                   |                   |                   |                   |                   |                    |                   |                   |                   |
| Калякин           | 1,9               |                   |                   |                   |                   |                   |                    |                   |                   |                   |
| Сидорский         |                   |                   |                   |                   |                   |                   |                    | 1,0               |                   |                   |
| Борщевский        | 0,7               |                   |                   |                   |                   |                   |                    |                   |                   |                   |
| Иное              |                   |                   |                   |                   |                   |                   |                    |                   |                   |                   |
| Иной кандидат     | 2,3               |                   |                   |                   |                   |                   |                    | 3,0               | 4,4               |                   |
| Иной ответ        |                   |                   |                   |                   |                   |                   | 2,2                | 5,7               | 5,2               |                   |
| Нет ответа        | 17,0              |                   | 29,7              |                   |                   | 19,8              |                    | 33,7              | 32,0              |                   |

Согласно опросу, проведённому НИСЭПИ вскоре после выборов, 51,1 % опрошенных проголосовали за Лукашенко, 53,3 % хотели его победы на выборах.

### Экспертные оценки
По оценке кандидата философских наук, бывшего директора Информационно-аналитического центра НИИ ТПГУ Академии управления при президенте Республики Беларусь Юрия Баранчика, назначение президентских выборов на 19 декабря является ошибкой действующей власти, поскольку, по его мнению, напряжённость в отношениях с Россией сужает пространство для политического манёвра. Ряд белорусских политологов считает, что дата выборов определена так, чтобы провести их до тяжёлых переговоров с Россией о поставках энергоносителей на 2011 год. В преддверии выборов были зафиксированы информационные атаки со стороны российских СМИ, что по оценке «Der Spiegel» могло свидетельствовать о подготовке свержения власти Лукашенко Россией, которая была недовольна независимой политикой Беларуси.
Директор Института политических исследований Сергей Марков прогнозировал, что второго тура не будет по причине «большой популярности действующего главы государства, а также из-за крайней слабости оппозиции».

### Отражение в культуре
В ходе выборов главным хитом на белорусских радиостанциях была песня «Саня», в которой участники группы Rockerjocker призывают некоего Саню остаться с ними. Композиция получила в народе большую популярность и вызвала значительный резонанс среди оппозиционно настроенной общественности. Утверждалось, что представители правительства заставили белорусские радиостанции обеспечить трансляцию песни в прайм-тайм и не менее семи раз в сутки. При этом начальник управления электронными СМИ Мининформа Владимир Ядренцев заявил, что подобная информация — «ерунда». Позже, тем не менее, представители станций признались, что получили ещё один звонок, отменяющий «неофициальный приказ». После выборов песня ни разу не передавалась в эфире.

## Предвыборная кампания
Все выдвиженцы устраивали собрания, встречи с избирателями и обходы домов. Костусев, Некляев, Романчук, Санников и Статкевич сталкивались с отказами типографий принимать заказы на издание листовок по причине давления со стороны Комитета государственной безопасности. Агитаторы за Некляева, Романчука, Рымашевского и Санникова подвергались преследованию со стороны белорусской милиции. 24 ноября в Минске во время распространения листовок был избит агитатор Санникова. 8 декабря милиция изъяла листовки у штаба Статкевича. В течение агитации ЦИК вынесла предупреждения Рымашевскому и Статкевичу, а генеральная прокуратура — Некляеву, Санникову, Романчуку, Рымашевскому и Статкевичу. Наиболее массовые и агитационные мероприятия провели Некляев и Санников.
Основным предвыборным мероприятием стало 4-е Всебелорусское народное собрание с участием Лукашенко. Его делегаты получили за участие бытовую технику. Вне столицы агитация за Лукашенко проводилась объединением «Белая Русь», что использовала здания местных органов власти в качестве избирательных штабов. Сотрудники администрации президента входили в состав местных агитационных команд Лукашенко. Руководители идеологических отделов правительственных предприятий в Гродненской, Могилёвской и Минской областях склоняли сотрудников к посещению агитационных мероприятий Лукашенко в обмен на оплаченное нерабочее время, как и к досрочному голосованию за него.
Значительные средства в свои предвыборные фонды от граждан и юридических лиц привлекли Лукашенко, Некляев и Санников. Каждый выдвиженец также получил на печать листовок по 2300 базовых величин денежных средств (80,5 млн рублей; около 19 500 €). Статья 48 ЖК ограничивала личные расходы выдвиженцев на предвыборные мероприятия 50 базовыми величинами (примерно 420 €), поступления от граждан — 10-ю (примерно 85 €), от юридических лиц — 30-ю (примерно 255 €). Расходы выдвиженца из средств личного предвыборного фонда не могли превышать 3000 базовых величин (103 миллионов рублей; примерно 25 300 €).

## День голосования
Во время выборов были образованы 6390 участков в Беларуси и 44 участка за границей, в 34 странах. Избирательной комиссией были аккредитованы более 1000 международных наблюдателей, в том числе из миссии ОБСЕ — 490 наблюдателей, из миссии СНГ — 326 наблюдателей. Кроме того, были аккредитованы более 30 тысяч внутренних наблюдателей. В пресс-центре белорусского избиркома были аккредитованы более 1000 журналистов, из них две трети — иностранных и треть — белорусских.
Руководитель миссии наблюдателей ОБСЕ Герт Аренс отметил положительные изменения в проведении президентских выборов в Беларуси. «Эти выборы могут быть оценены лучше, чем предыдущие», — сказал Аренс. Он увидел улучшения в организации сбора подписей и их проверки, в организации регистрации кандидатов и в том, что кандидатам было проще по сравнению с предыдущими выборами проводить встречи с избирателями. На этих выборах впервые наблюдатели ОБСЕ оценивали досрочное голосование «более систематическим способом»: несколько команд наблюдателей постоянно работали на некоторых избирательных участках.
Тем не менее в итоговом заключении Бюро по демократическим институтам и правам человека и Парламентской ассамблеи ОБСЕ процесс подсчёта голосов был признан непрозрачным, а сами выборы — не соответствующими стандартам организации.
Руководитель миссии наблюдателей СНГ Сергей Лебедев заявил, что, по словам наблюдателей, выборы прошли спокойно, а серьёзных нарушений на избирательных участках выявлено не было. В своём заявлении по результатам наблюдения миссия наблюдателей СНГ сочла выборы свободными, открытыми, соответствующими законодательству РБ и демократическим нормам.

## Официальные результаты
| Кандидат                 | Кандидат                 | Субъект выдвижения       | Голосов   | %      |
| ------------------------ | ------------------------ | ------------------------ | --------- | ------ |
|                          | Александр Лукашенко      | Независимый кандидат     | 5 130 557 | 79,65  |
|                          | Андрей Санников          | «Европейская Беларусь»   | 156 419   | 2,43   |
|                          | Ярослав Романчук         | ОГП                      | 127 281   | 1,98   |
|                          | Григорий Костусёв        | Партия БНФ               | 126 999   | 1,97   |
|                          | Владимир Некляев         | «Говори правду»          | 114 581   | 1,78   |
|                          | Виктор Терещенко         | Независимый кандидат     | 76 764    | 1,19   |
|                          | Виталий Рымашевский      | БХД                      | 70 515    | 1,09   |
|                          | Николай Статкевич        | БСДП (НГ)                | 67 583    | 1,05   |
|                          | Алесь Михалевич          | «За Модернизацию»        | 65 748    | 1,02   |
|                          | Дмитрий Усс              | Независимый кандидат     | 25 117    | 0,39   |
| Против всех              | Против всех              | Против всех              | 416 925   | 6,47   |
| Действительных голосов   | Действительных голосов   | Действительных голосов   | 6 378 489 | 99,03  |
| Недействительных голосов | Недействительных голосов | Недействительных голосов | 62 542    | 0,97   |
| Всего                    | Всего                    | Всего                    | 6 441 031 | 100,00 |
| Явка избирателей         | Явка избирателей         | Явка избирателей         | 7 105 660 | 90,65  |
| Источник: Центризбирком  |                          |                          |           |        |

### По областям и городу Минску
- Жирным выделен кандидат, одержавший победу;
- Жирным курсивом выделен кандидат, занявший 2-е место.

| Регион              | Костусёв | Санников | Лукашенко | Романчук | Некляев | Усс    | Статкевич | Рымашевский | Терещенко | Михалевич |
| ------------------- | -------- | -------- | --------- | -------- | ------- | ------ | --------- | ----------- | --------- | --------- |
| Брестская область   | 1,44 %   | 2,74 %   | 81,52 %   | 1,88 %   | 1,57 %  | 0,48 % | 1,02 %    | 1,36 %      | 1,07 %    | 1,24 %    |
| Витебская область   | 1,66 %   | 3,08 %   | 82,47 %   | 1,57 %   | 1,74 %  | 0,38 % | 1,02 %    | 1,11 %      | 1,19 %    | 0,96 %    |
| Гомельская область  | 2,94 %   | 0,98 %   | 82,30 %   | 0,92 %   | 0,90 %  | 0,27 % | 0,68 %    | 0,76 %      | 0,72 %    | 0,72 %    |
| Гродненская область | 1,03 %   | 2,80 %   | 81,37 %   | 2,91 %   | 1,89 %  | 0,35 % | 0,94 %    | 1,26 %      | 1,14 %    | 0,85 %    |
| Минская область     | 1,58 %   | 1,51 %   | 80,71 %   | 1,68 %   | 1,22 %  | 0,34 % | 0,93 %    | 0,90 %      | 1,16 %    | 1,03 %    |
| Могилёвская область | 0,93 %   | 2,69 %   | 84,98 %   | 1,49 %   | 1,89 %  | 0,24 % | 0,95 %    | 0,93 %      | 1,13 %    | 0,79 %    |
| Город Минск         | 3,47 %   | 3,42 %   | 67,65 %   | 3,35 %   | 3,14 %  | 0,61 % | 1,70 %    | 1,35 %      | 1,84 %    | 1,43 %    |
| Всего по стране     | 1,97 %   | 2,43 %   | 79,65 %   | 1,98 %   | 1,78 %  | 0,39 % | 1,05 %    | 1,09 %      | 1,19 %    | 1,02 %    |

## Нарушения во время выборов
Из 240 жалоб (о которых стало известно наблюдательной кампании), которые были поданы кандидатами и их доверительными лицами, а также другими субъектами избирательного процесса до начала голосования, только три были удовлетворены. Многочисленные жалобы по поводу нарушений избирательного законодательства со стороны инициативной группы Лукашенко были отклонены без проведения надлежащего расследования. Из 85 жалоб на невключение 413 кандидатов в состав УИК суды не удовлетворили ни одной. Во время голосования и подсчета голосов только на избирательных участках, охваченных наблюдением кампании, было подано более 250 заявлений и жалоб. Большинство из них рассматривалось формально, а заявители получили ответы об отсутствии каких-либо нарушений в действиях УИК. Только единичные жалобы и заявления были удовлетворены. Некоторые жалобы не рассматривались вовсе. Эти факты свидетельствуют о практической невозможности разрешения споров, связанных с выборами, правовыми средствами.
По данным ЦИК, на выборах было аккредитовано 1 036 международных и 39 619 национальных наблюдателей. Среди национальных наблюдателей подавляющее большинство составляли представители проправительственых общественных объединений и лояльных власти политических партий, а также наблюдатели, выдвинутые гражданами и трудовыми коллективами по указке властей. Им ставилась задача препятствовать деятельности независимых наблюдателей и журналистов. Не известно ни одного акта о нарушениях в ходе выборов, составленного такими наблюдателями, либо какого-либо отчёта, обнародованного ими по результатам наблюдения. Большинство международных наблюдателей действовала в составе миссий БДИПЧ/ОБСЕ и СНГ. Независимое от властей национальное наблюдение было представлено кампанией «Правозащитники за свободные выборы» кампанией партийного наблюдения «За справедливые выборы», а также наблюдением "Движения «За Свободу» и проекта «Наблюдение за выборами: теория и практика». Кроме того, Белорусская ассоциация журналистов осуществляла мониторинг освещения выборов в СМИ.
Подсчёт голосов был нетранспарентным. Несмотря на то, что наблюдатели были допущены к наблюдению за подсчетом голосов, расстояние, с которого им было разрешено наблюдать, в большинстве случаев не позволяло видеть содержание бюллетеней. При этом члены комиссий в большинстве случаев плотно стояли вокруг стола и не давали возможности наблюдателям реально видеть процедуру подсчета. На большинстве избирательных участков подсчёт голосов осуществлялся всеми членами УИК одновременно. При этом каждый член УИК подсчитывал только свою пачку бюллетеней, передавая результаты подсчета на бумажке председателю комиссии. Общий итог голосования при таком подсчете не был известен ни наблюдателям, ни членам УИК в отдельности. В ряде случаев УИК вскрывали все урны сразу и считали бюллетени из них одновременно. Кроме того, на многих участках, где отдельный подсчёт осуществлялся, его результаты огласке не предавались. Наблюдатели отметили, что на 49 % избирательных участков, охваченных наблюдением, подсчёт голосов проходил со значительными нарушениями в целом.

### Массовая акция протеста
Акция протеста, начавшаяся из-за несогласия оппозиционных кандидатов с нарушениями, собрала, по разным данным, от 10 до 60 тысяч человек. Акция была разогнана внутренними войсками и спецназом с применением дубинок, задержано 639 человек, есть пострадавшие, среди них журналисты и, по словам министра внутренних дел Анатолия Кулешова, 30 сотрудников правоохранительных органов.
По версии власти, во время несанкционированной акции протеста группа неустановленных лиц пыталась взять штурмом Дом правительства, разбив при этом стекла и выломав дверь. Выдвигалась также версия, что стёкла и двери в Доме Правительства были разбиты провокаторами и при разгоне митинга десятки переодетых милиционеров, находившихся в толпе, пострадали от действий милицейских спецподразделений. Официальная газета администрации Лукашенко «Советская Белоруссия — Беларусь Сегодня» на основании рассекреченных документов белорусских спецслужб обвинила в причастности к событиям 19 декабря в Минске спецслужбы Польши и Германии.
В Минске были недоступны ряд оппозиционных сайтов, а также LiveJournal, Twitter и некоторые другие сайты. Также был полностью заблокирован внешний трафик по HTTPS, что сделало невозможным доступ к электронной почте через защищённый протокол обмена информацией, ввод паролей для доступа к зарубежным социальным сетям, а также управление контентом сайтов, размещённых за границей из Беларуси. Кроме того, в ходе атаки длительное время были недоступны оппозиционные сайты «Белорусский партизан» и «Хартия'97». Впервые были созданы фейковые сайты белорусских интернет-СМИ в домене .in.
После прямого эфира 19 декабря, посвящённого президентским выборам, был отстранен от эфира (а с апреля — уволен) по политическим мотивам ведущий ток-шоу «Выбор» на «Общенациональном телевидении» Сергей Дорофеев.
Задержаны 7 кандидатов в президенты, ранее избитого сотрудниками милиции Некляева спецслужбы увезли из больницы.

### Преследование оппозиции
Белорусские правоохранительные органы возбудили уголовное дело по статье 293 УК Беларуси («организация массовых беспорядков»).
Посольство США в Беларуси осудило «чрезмерное применение силы властью» страны. Президент Европарламента Ежи Бузек также выступил с критикой белорусских властей. 20 января 2011 года Европарламент осудил насильственное подавление акции протеста в день выборов и задержание лидеров оппозиции, отметив также, что не считает выборы свободными, честными и прозрачными.
На следующий день после выборов — 20 декабря в 18:00 на Площади Независимости собралось от 50 до 200 человек, которые были разогнаны ОМОНом, часть протестующих была арестована.
21 декабря в 18:00 у приемника распределителя «Окрестино», где содержатся задержанные 19 и 20 декабря, собралось около 200 человек со свечами в знак солидарности с задержанными. Среди собравшихся были Александр Милинкевич и Григорий Костусёв.
Посол Российской Федерации в Беларуси Александр Суриков 23 декабря провёл в Минске пресс-конференцию, на которой высказался в поддержку действий белорусских властей в отношении участников оппозиционной демонстрации. Оппозиция, по словам посла, «с самого начала делала ставку на Площадь. Это была попытка жёлтой, оранжевой революции, попытка засветиться перед Западом».
22 человека, включая 7 бывших кандидатов в президенты, проходили подозреваемыми по уголовному делу в организации массовых беспорядков. СМИ отмечают, что в ходе уголовного дела за «выкрикивание антиправительственных лозунгов» был задержан и доставлен в суд глухонемой. Пресс-секретарь Владимира Некляева Юлия Рымашевская отбыла 13 суток административного ареста за участие «в несанкционированном шествии с 20:00 до 22:00» в то время как десятки свидетелей, включая иностранных журналистов, утверждают, что она находилась в штабе с 18:30 до двух часов ночи, когда была арестована милицией. При этом о лицах, разбивавших стекла в Доме правительства и зафиксированных на фото- и видеокамерах, милиция ничего не сообщает.
Было возбуждено уголовное дело о массовых беспорядках (ст. 293, ч. 1,2 УК РБ), на февраль 2011 года проходили 42 обвиняемых и подозреваемых, часть из них (в том числе бывшие кандидаты в президенты Михалевич, Некляев, Санников и Статкевич) содержалась под стражей, другая часть (в том числе бывшие кандидаты в президенты Рымашевский, Костусёв и Усс) — под подпиской о невыезде. В некоторых СМИ сообщалось, что задержанные не имеют доступа к адвокатам и неизвестно состояние их здоровья. Уполномоченный по правам человека правительства Германии Маркус Лёнинг дал этим обстоятельствам следующую оценку: «Всё это напоминает самые мрачные советские времена, когда вламывались по ночам, забирали людей прямо из постели, а родственники потом не могли выяснить, что происходит с их близкими». Уголовное преследование бывших кандидатов в президенты подверглось критике также в особом докладе Human Rights Watch.
Среди обвиняемых, находившихся под стражей, было два иностранных гражданина: россияне Иван Гапонов и Артем Бреус, имеющий вид на жительство в Эстонии. Оба иностранца — постоянные жители Республики Беларусь. По приговору суда обоим был назначен штраф.
Вместе с этим, один из проигравших кандидатов в президенты Виктор Терещенко, не принимавший никакого участия в беспорядках и сразу признавший своё поражение от кандидата Лукашенко, уже 20.12.2010 опубликовал на своём сайте информацию, что «ещё за 10 дней до штурма Дома правительства кандидаты в президенты предлагали рассмотреть этот сценарий» и пригласили его участвовать, но он отказался. При этом Терещенко признался, что из-за сложившейся после президентских выборов ситуации он планировал вместе с семьёй просить политического убежища в другой стране.
Верховный комиссар ООН по правам человека Нави Пиллэй опубликовала два заявления: 21 декабря 2010 года в качестве реакции на события после выборов и 21 февраля 2011 года после первого процесса над лидерами оппозиции. ПАСЕ в своей январской резолюции и комиссар Совета Европы по правам человека Томас Хаммарберг в своём майском комментарии отметили дело кандидата А. Санникова.
В январе 2011 года Белорусский Хельсинкский комитет обратился к специальному докладчику ООН по независимости судей и адвокатов с сообщением о давлении на представителей лиц, обвиняемых в беспорядках. Министерство юстиции, сочтя сообщение необоснованным, вынесло БХК предупреждение. Верховный суд оставил предупреждение в силе. Венецианская комиссия Совета Европы сочла предупреждение неправомерным. По оценке FIDH, «Последовавшая за президентскими выборами 19 декабря 2010 года волна репрессий привела к драматическому ухудшению ситуации с правами человека и гражданскими и политическими свободами».

## В искусстве
- «Жыве Беларусь!» — художественный фильм 2012 года о политическом режиме Александра Лукашенко, о правах человека во время его правления и о современной армейской системе Беларуси, также затрагивающий тему президентских выборов и протестов 2010 года в Минске.